# 異国日記
『異国日記』（いこくにっき）は、近世初期日本の外交記録文書である。2冊。以心崇伝らによる自筆本が京都の金地院に所蔵されており、国の重要文化財に指定されている。

## 概要
江戸幕府と諸外国との往復書簡、およびその発給所務に関する記事をまとめたもので、近世外交史の基本史料である。

### 第1冊
慶長13年（1608年）7月14日、以心崇伝が将軍徳川秀忠の面前で呂宋国主（フィリピン臨時総督）ロドリゴ・デ・ビベロの書簡（5月27日付）を読む場面に始まり、寛永6年（1629年）10月、暹羅国（シャム、アユタヤ王朝）の使節が江戸を発して帰国する記事で終わっている。この間、外国船の渡来、外国人の拝謁等の記事が掲げられ、外国からの来簡、それに対する答書、書簡の体裁、答書製作の顛末などが詳述されている。書簡については呂宋（スペイン領フィリピン）、柬埔寨（カンボジア）、オランダ、天川（マカオ）、安南（ベトナム）、明、朝鮮、ゴア、濃毘数般（ノビスパン、ヌエバ・エスパーニャ）、伊伽羅諦羅（インカラテイラ、イギリス）、暹羅との間のものが含まれ、また、閣老と各国重臣や山田仁左衛門長正（山田長政）などとの往復書簡なども含まれている。さらに、朱印状、薩摩渡来の唐船の積荷目録、明への貿易復活の申し入れ、イスパニア断交申渡書などの外交関係記事や、崇伝の起草した伴天連追放之文などの記事も含まれている。
答書には三要元佶が起草したものと以心崇伝が起草したものが含まれるが、大半は以心崇伝自身の書写である。

### 第2冊
寛永20年（1643年）の朝鮮通信使と林羅山・鵞峰・読耕斎父子との詩文の応酬に始まり、明暦元年（1655年）の朝鮮通信使と最嶽元良との筆談で終わっている。第1冊と異なり編年順になっておらず、西笑承兌・文之玄昌・最嶽元良らの起草した諸外国宛書簡、寛永元年（1624年）の朝鮮通信使関係書簡、薩摩藩島津氏の琉球・明・呂宋・安南関係書簡、明の万暦帝が豊臣秀吉を「日本国王」に任じた勅書、秀吉の高山国（台湾）あて朱印状、室町時代の五山僧の外交書簡などが含まれている。崇伝の死去（1633年）以後の記事が多いため、崇伝の死後、元良らが金地院に残された諸文書などを集めて編纂したものと考えられている。

## 来歴
正徳2年（1712年）、新井白石が金地院で『本光国師日記』の調査中に発見し、存在が知られるようになった。翌正徳3年（1713年）、幕府が謄写を命じた。このときの写本は、金地院円西堂より白石に提出された『異国日記御記録雑記』によれば、目録共7冊となっているが、現在は行方不明となっている。
林復斎により編集された外交史料集『通航一覧』に内容が多く含まれている。
1904年（明治37年）2月18日、古社寺保存法により、『紙本墨書異国日記』として、同じく金地院所蔵の『紙本墨書本光国師日記』『紙本墨書異国渡海御朱印帳・異国近年御書草按』『紙本墨書異国日記御記録雑記』とともに丙種国宝に指定。1950年（昭和25年）5月30日、文化財保護法の施行により国の重要文化財に指定。1953年（昭和28年）10月1日より京都国立博物館に寄託保管されている。
影印本に異国日記刊行会編『影印本 異国日記』（東京美術、1989年）がある。全文の活字翻刻としては辻善之助校訂『異国日記』（『史苑』第1巻第1号 - 第18巻第3・4合併号、1928年 - 1934年）があるが、単行本化されていない。また、村上直次郎校注『増訂異国日記抄』（初版1911年、増訂版1929年）は、西洋諸国に関する記事を抜粋したものである。

## 刊本
- 村上直次郎校注『異国日記抄』三秀舎、1911年3月。 - 西洋諸国に関する条項の抜粋。
- 村上直次郎校注『異国往復書簡集 増訂異国日記抄』駿南社〈異国叢書〉、1929年10月15日。 NDLJP:1186704 NDLJP:1876513 のち雄松堂書店、1966年9月10日。 - 『異国日記抄』の増訂版。
- 辻善之助校訂「異国日記」（『史苑』第1巻第1号 - 第18巻第3・4合併号、1928年10月 - 1934年8月、全22回） - 全文の活字翻刻。
  - 辻善之助「異国日記」『史苑』第1巻、第1号、89-97頁、1928年10月。doi:10.14992/00000486。ISSN 0386-9318。
  - 辻善之助「異国日記（二）」『史苑』第1巻、第2号、10-22頁、1928年11月。doi:10.14992/00000494。ISSN 0386-9318。
  - 辻善之助「異国日記（三）」『史苑』第1巻、第4号、23-28頁、1929年1月。doi:10.14992/00000510。ISSN 0386-9318。
  - 辻善之助「異国日記（四）」『史苑』第1巻、第5号、29-32頁、1929年2月。doi:10.14992/00000518。ISSN 0386-9318。
  - 辻善之助「異国日記（五）」『史苑』第1巻、第6号、33-36頁、1929年3月。doi:10.14992/00000525。ISSN 0386-9318。
  - 辻善之助「異国日記（六）」『史苑』第2巻、第2号、37-46頁、1929年5月。doi:10.14992/00000543。ISSN 0386-9318。
  - 辻善之助「異国日記（七）」『史苑』第2巻、第3号、47-52頁、1929年6月。doi:10.14992/00000550。ISSN 0386-9318。
  - 辻善之助「異国日記（八）」『史苑』第2巻、第6号、53-64頁、1929年9月。doi:10.14992/00000570。ISSN 0386-9318。
  - 辻善之助「異国日記（九）」『史苑』第3巻、第4号、65-74頁、1930年1月。doi:10.14992/00000591。ISSN 0386-9318。
  - 辻善之助「異国日記（十）」『史苑』第3巻、第6号、75-82頁、1930年3月。doi:10.14992/00000603。ISSN 0386-9318。
  - 辻善之助「異国日記（十一）」『史苑』第4巻、第3号、83-92頁、1930年6月。doi:10.14992/00000617。ISSN 0386-9318。
  - 辻善之助「異国日記（十二）」『史苑』第4巻、第5号、93-102頁、1930年8月。ISSN 0386-9318。
  - 辻善之助「異国日記（十三）」『史苑』第5巻、第4号、103-112頁、1931年1月。doi:10.14992/00000647。ISSN 0386-9318。
  - 辻善之助「異国日記（十四）」『史苑』第5巻、第6号、113-122頁、1931年3月。doi:10.14992/00000656。ISSN 0386-9318。
  - 辻善之助「異国日記（十五）」『史苑』第6巻、第2号、123-133頁、1931年5月。doi:10.14992/00000670。ISSN 0386-9318。
  - 辻善之助「異国日記（十六）」『史苑』第6巻、第5号、1-14頁、1931年8月。doi:10.14992/00000690。ISSN 0386-9318。
  - 辻善之助「異国日記（十七）」『史苑』第7巻、第2号、15-30頁、1932年1月。doi:10.14992/00000704。ISSN 0386-9318。
  - 辻善之助「異国日記（十八）」『史苑』第7巻、第3号、31-50頁、1932年4月。doi:10.14992/00000712。ISSN 0386-9318。
  - 辻善之助「異国日記（十九）」『史苑』第7巻、第4号、51-68頁、1932年7月。doi:10.14992/00000719。ISSN 0386-9318。
  - 辻善之助「異国日記（二十）」『史苑』第8巻、第1号、69-92頁、1933年4月。doi:10.14992/00000727。ISSN 0386-9318。
  - 辻善之助「異国日記（二一）」『史苑』第8巻、第2号、93-116頁、1933年7月。doi:10.14992/00000732。ISSN 0386-9318。
  - 辻善之助「異国日記（完）」『史苑』第8巻、第3/4号、117-155頁、1934年8月。doi:10.14992/00000736。ISSN 0386-9318。
  - 柴田亮「異國日記目次稿・異國日記分類目録稿」『史苑』第9巻、第4号、1-15頁、1935年8月。doi:10.14992/00000751。ISSN 0386-9318。
- 異国日記刊行会 編『影印本 異国日記――金地院崇伝外交文書集成』東京美術、1989年12月10日。ISBN 4-8087-0544-3。 - 全文の影印本。『異国渡海御朱印帳』『異国近年御書草案』『異国御朱印帳』『異国日記御記録雑記』の影印を併載する。